# Ferrovia Basilea-Bienne
La ferrovia Basilea-Bienne (nota anche come Jurabahn) è una linea ferroviaria a scartamento normale della Svizzera.

## Storia
La costruzione della linea fu voluta dal canton Berna per collegare il Giura bernese con il resto del cantone. Con decreto del Gran Consiglio del 2 febbraio 1867 il cantone finanziò la costruzione, realizzata dalla Compagnie des chemins de fer du Jura bernois (JB), che aprì la prima tratta, tra Basilea e Delémont, il 25 settembre 1875. Il 16 dicembre 1876 aprì la tratta tra Delémont e Moutier. Nel 1877 venne aperta la prosecuzione verso Bienne passando per Tavannes.
Nel 1884 la JB confluì nella Jura-Bern-Luzern Bahn (JBL), a sua volta fusasi nel 1891 nella Compagnia del Giura-Sempione (JS), statalizzata nel 1903 con la nascita delle Ferrovie Federali Svizzere (FFS).

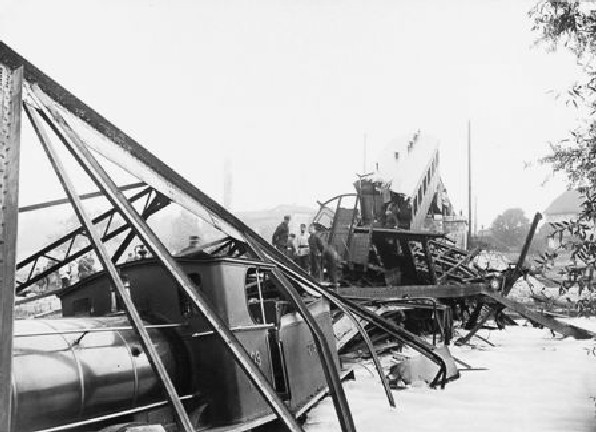
Un'immagine dell'incidente di Münchenstein

Il 14 giugno 1891 il viadotto sul fiume Birsa a Münchenstein collassò mentre transitava un convoglio partito da Basilea: vi furono 73 morti e 171 feriti, che lo rende il più grave incidente ferroviario della storia svizzera. Il viadotto, realizzato da Gustave Eiffel nel 1874, era stato rimaneggiato dopo un'alluvione della Birsa nel 1881 che lo aveva danneggiato; una perizia dei professori Wilhelm Ritter e Ludwig von Tetmajer del Politecnico federale di Zurigo rilevò inoltre che il ponte era poco solido sin dall'inizio, mal costruito e realizzato con ferro di scarsa qualità.
Il 18 giugno 1909 Francia e Svizzera firmarono un trattato nel quale era prevista la costruzione di una linea tra Moutier e Lengnau, accorciando il percorso tra la Francia settentrionale ed il Sempione. I lavori per la costruzione della linea, realizzata per conto della BLS, che comprendeva una galleria sotto il Grenchenberg lunga oltre 8,5 km, iniziarono nel 1911; la ferrovia entrò in servizio il 1º ottobre 1915.
Il 23 dicembre 1927 venne elettrificata la tratta Bienne-Lengnau, comune alla ferrovia Losanna-Olten; il 15 maggio 1928 toccò alla Lengnau-Delémont, mentre il 1º novembre 1931 si concluse l'elettrificazione della linea.
Il 1º maggio 1912 entrò in servizio il secondo binario tra Aesch e Münchenstein; l'anno successivo vennero completati gli accessi alla stazione di Basilea. Il 1º maggio 1920 venne raddoppiata la tratta tra Lengnau e Biel Mett; il raddoppio della tratta tra Mett e Bienne entrò in servizio il 1º giugno 1923, in concomitanza con l'inaugurazione della nuova stazione di Bienne.
Nel 1930 venne raddoppiata la tratta Delémont-Courrendlin, due anni dopo la Courrendlin-Choindez.

## Caratteristiche
La linea, a scartamento normale, è lunga 96,98 km. La linea è elettrificata a corrente alternata monofase con la tensione di 15.000 V alla frequenza di 16,7 Hz; la pendenza massima è del 12 per mille. È a doppio binario tra Bienne e Lengnau, tra Choindez e Delémont e tra Aesch e Basilea.

### Percorso
| Continuation backward |

| Station on track |

| Unknown route-map component "ABZgl" | Unknown route-map component "CONTfq" |

| Unknown route-map component "mKRZu" |

| Enter and exit short tunnel |

| Station on track |

| Unknown route-map component "ABZg+l" | Unknown route-map component "CONTfq" |

| Unknown route-map component "hKRZWae" |

| Unknown route-map component "mKRZu" |

| Station on track |

| Unknown route-map component "mKRZu" |

| Stop on track |

| Station on track |

| Enter and exit short tunnel |

| Stop on track |

| Station on track |

| Unknown route-map component "hKRZWae" |

| Unknown route-map component "hKRZWae" |

| Station on track |

| Station on track |

| Non-passenger station/depot on track |

| Enter and exit short tunnel |

| Unknown route-map component "hKRZWae" |

| Enter and exit short tunnel |

| Unknown route-map component "hKRZWae" |

| Non-passenger station/depot on track |

| Unknown route-map component "hKRZWae" |

| Non-passenger station/depot on track |

| Unknown route-map component "hKRZWae" |

| Unknown route-map component "ABZg+l" | Unknown route-map component "STR+r" |

| Station on track | Straight track |

| Unknown route-map component "CONTgq" | One way rightward | Straight track |  |

|  | Unknown route-map component "eHST" |

|  | Enter and exit short tunnel |

|  | Enter and exit short tunnel |

|  | Non-passenger station/depot on track |

|  | Enter and exit short tunnel |

|  | Enter and exit short tunnel |

|  | Non-passenger station/depot on track |

|  | Enter and exit short tunnel |

|  | Enter and exit short tunnel |

|  | Enter and exit short tunnel |

|  | Enter and exit short tunnel |

|  | Enter and exit short tunnel |

|  | Unknown route-map component "hKRZWae" |

|  | Enter and exit short tunnel |

|  | Enter and exit short tunnel |

|  | Enter and exit short tunnel |

|  | Enter and exit short tunnel |

|  |  | Unknown route-map component "ABZg+l" | Unknown route-map component "CONTfq" |

|  | Station on track |

| 73,4 |
| 0,0  |

|  |  | Unknown route-map component "ABZgl" | Unknown route-map component "CONTfq" |

|  | Enter and exit tunnel |

|  | Unknown route-map component "hSTRae" |

|  | Station on track |

|  | Unknown route-map component "STR+l" | Unknown route-map component "KRZo" | Unknown route-map component "CONTfq" |

| One way leftward | Unknown route-map component "ABZg+r" |

|  | Station on track |

| 13,0 |
| 88,0 |

|  | Stop on track |

|  | Stop on track |

|  | Stop on track |

|  |  | Unknown route-map component "ABZgl" | Unknown route-map component "CONTfq" |

|  |  | Unknown route-map component "ABZg+l" | Unknown route-map component "CONTfq" |

|  |  |  | Straight track | Unknown route-map component "tSTR+l" | Unknown route-map component "tCONTfq" |

|  |  | Station on track | Unknown route-map component "tKBHFe" |

| 99,4 |
| 33,8 |

| Unknown route-map component "CONTgq" | Unknown route-map component "ABZgr" |

|  | Continuation forward |

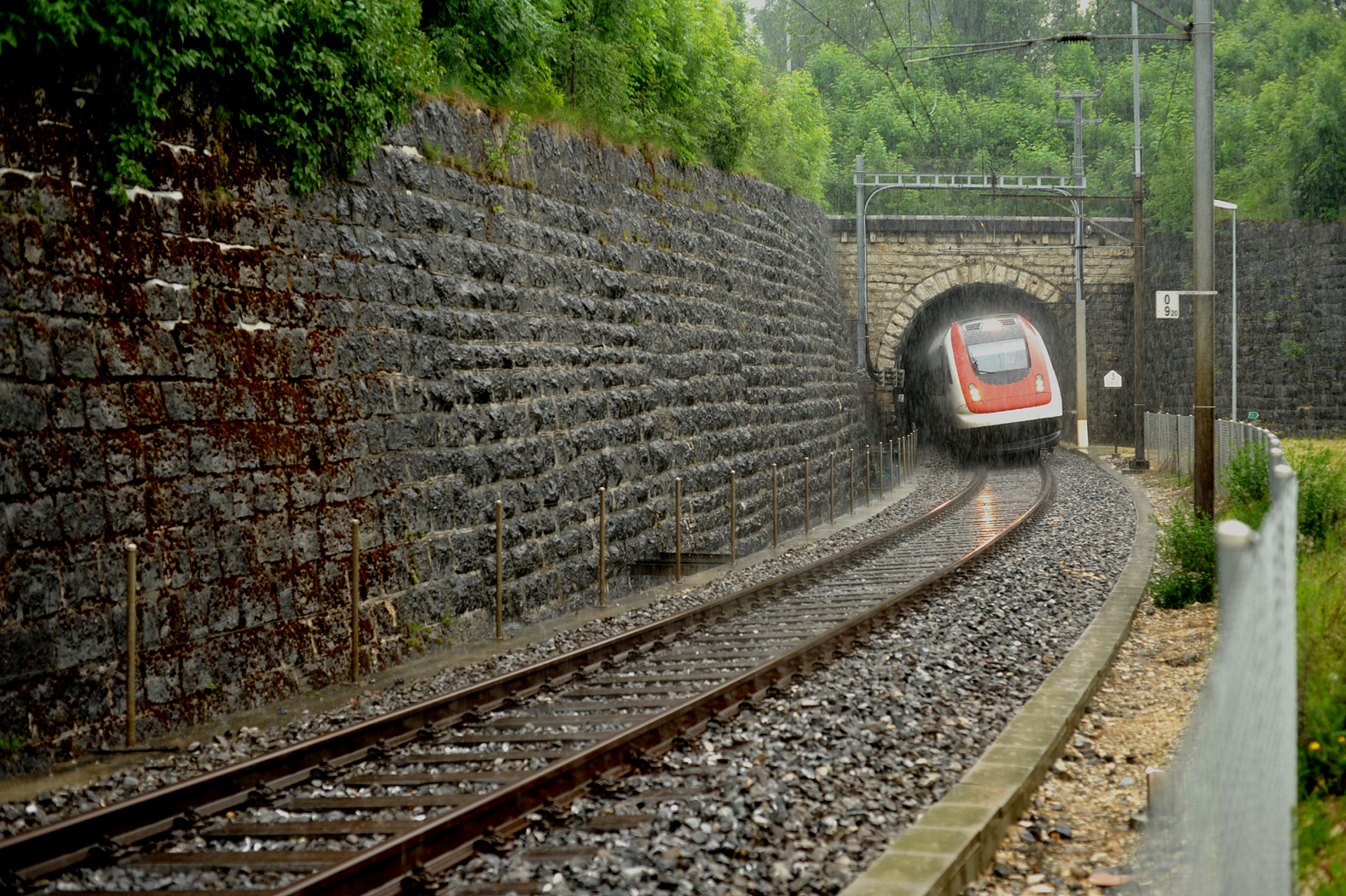
Un elettrotreno RABDe 500 al portale nord della galleria del Grenchenberg

La linea parte dalla stazione FFS di Basilea. Uscita da Basilea la ferrovia segue il corso della Birsa, invertendo la marcia nella stazione di Delémont e seguendo corso del fiume fino a Moutier, attraversandolo più volte. Oltre Moutier la linea sottopassa il Grenchenberg con una galleria, immettendosi a Lengnau nella ferrovia Losanna-Olten, che utilizza fino alla stazione di Bienne.